# Fujiwara no Yoshikado

Fujiwara no Yoshikado (藤原良門, [[[813]] – 867] Erro: {{japonês}}: texto da transliteração contém caractere não latino (pos 17) (ajuda)), era um nobre membro da Corte, estadista e político durante o Período Heian da História do Japão.

## Vida
Este membro do Ramo Kanjūji  do Clã Fujiwara era o sexto filho de Fujiwara no Fuyutsugu. Os irmãos de Yoshisuke foram Yoshifusa, Nagara e Yoshisuke
Originou o Ramo Kanjūji do Clã Fujiwara.
Yoshikada é considerado o ancestral do Clã Uesugi,  o Clã Ii  e do Clã Nichiren.

## Carreira
Yoshikada alcançou o posto de Udoneri (内舎人, guarda-costas do imperador)
| Precedido por ninguém | -- 1º Líder dos Kanjūji Fujiwara | Sucedido por Fujiwara no Takafuji |